# Rocquancourt
Rocquancourt è un ex comune francese di 784 abitanti situato nel dipartimento del Calvados nella regione della Normandia. Dal 1º gennaio 2019 è stato accorpato ai comuni di Hubert-Folie e Tilly-la-Campagne per formare il comune di Castine-en-Plaine, del quale costituisce comune delegato.  

## Società

### Evoluzione demografica
Abitanti censiti